# Municipalità locale di Greater Tzaneen
Greater Tzaneen è una municipalità locale (in inglese Greater Tzaneen Local Municipality) appartenente alla municipalità distrettuale di Mopani della provincia del Limpopo in Sudafrica.
Il suo territorio si estende su una superficie di 3.242 km² ed è suddiviso in 34 circoscrizioni elettorali (wards). Il suo codice di distretto è LIM333.

## Geografia fisica

### Confini
La municipalità locale di Greater Tzaneen confina a nord con quelle di Molemole (Capricorn) e Greater Letaba, a est con quelle di Greater Giyani e Ba-Phalaborwa,a sud con quella di Maruleng e a ovest con quelle di Lepele-Nkumpi e Polokwane (Capricorn).

### Città e comuni
- Bakgaga Ba Maake
- Bakgage
- Bankuna
- Batlhabine Ba Magoboya
- Dwarsfontein
- Greater Tzaneen
- Haenertsburg
- Letaba
- Letsitele
- Maleketla
- Mashilwane
- Modjadji
- Nkambak
- Nwa' Mitwa
- Nyavana
- Politsi
- Rubbervale
- Tzaneen

### Fiumi
- Brandboontjies
- Broederstroom
- Ga-Selati
- Groot Letaba
- Koedoes
- Leisitel
- Lerwatlou
- Makhutswi
- Merekome
- Middel Letaba
- Molatle
- Ngwabitsi
- Nwanedzi
- Politsi
- Thabina

### Dighe
- Altenzur Dam
- Cramer Dam
- Damara Dam
- Dap Naudedam
- De Marillac Dam
- Ebenezer Dam
- Gompies Lower Dam
- Junction Weir
- Magoebaskloof Dam
- Rooikoppies Dam
- Thabina Dam
- Tzaneen Dam
- Vergelen Dam
- Yarmorna Dam

### Laghi
- Stanford Lake